# جون تيتور

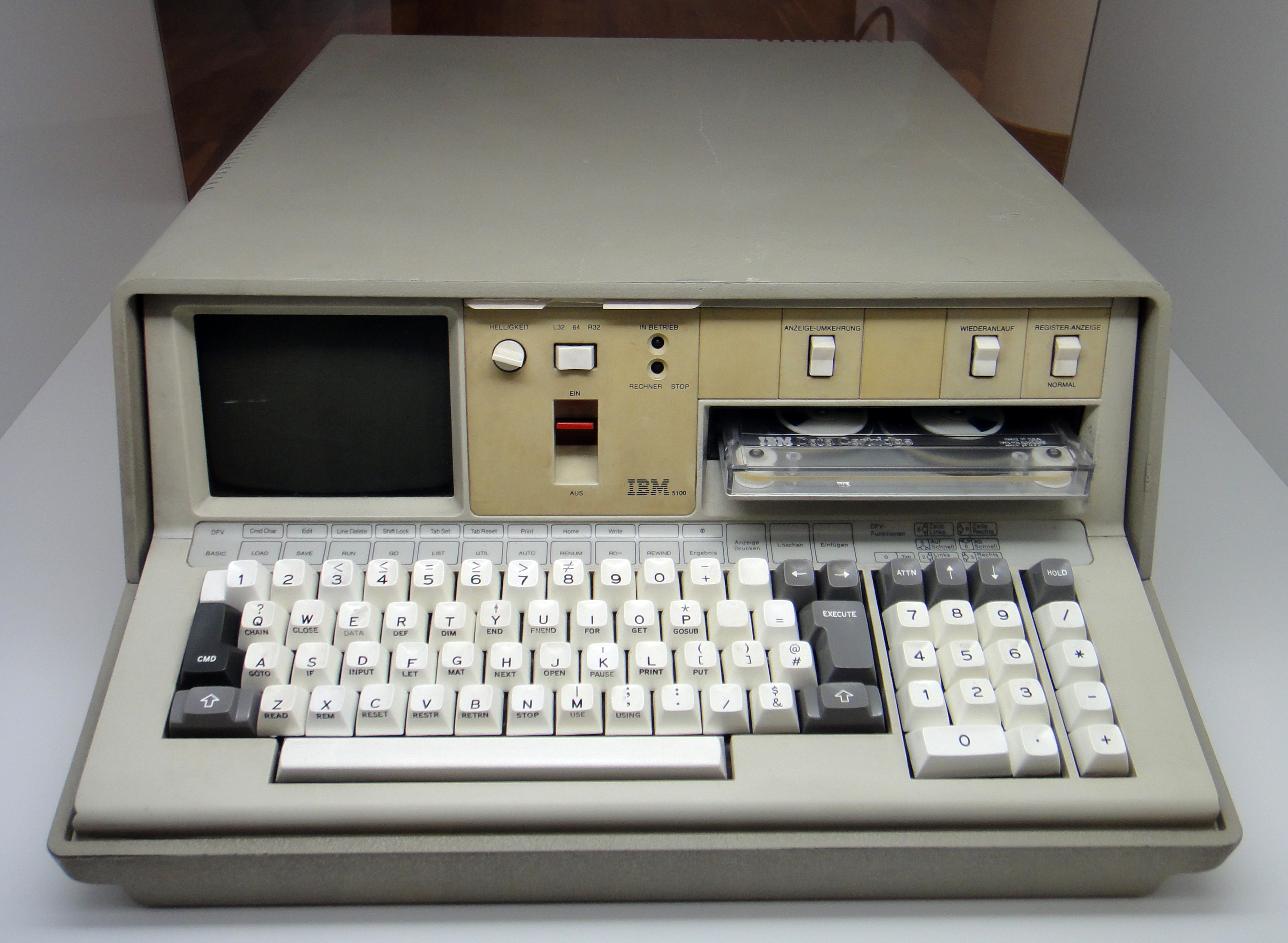
حاسوب آي بي إم 5100

جون تيتور (بالإنجليزية: John Titor)‏ هو شخصية وهمية، قام بوضع جملة من الرسائل بين سنتي 2000 و2001 في عدة منتديات تهتم بالسفر عبر الزمن، مؤكدا في هذه الرسائل على أنه مسافر عبر الزمن قادم من سنه 2036. قدم تيتور نفسه كجندي أمريكي، وقال أنه انتقل أولاً إلى سنة 1975 لاسترداد كمبيوتر من فئة آي بي ام 5100 وقد ذكر أنهم في أمس الحاجة إليه في المستقبل سنة 2036. قدم تيتور العديد من التوقعات حول الأحداث في المستقبل، بدءاً من سنة 2004، حيث قال أن الولايات المتحدة ستنقسم إلى خمس دول، بعد أن يدمّرها هجوم نووي، هي وباقي القوى العالمية الأخرى. كما صرح أن هناك مرضاَ سينتشر عن طريق منتجات لحوم البقر.

## آلة الزمن
وصف تيتور آلة الزمن التي يستخدمها بأنها تتبع فيزياء الكم، وأنها مكونة من:
- وحدتين مغناطيسيتين
- مشعب حقن إلكترون لتغيير الكتلة والجاذبية
- نظام تهوية وتبريد بالأشعة السينية
- أجهزة استشعار الجاذبية، وقفل لمنع تغيرها
- أربع ساعات سيزيومية رئيسية
- ثلاثة وحدات كمبيوتر رئيسية

وقد ذكر أنه قد وضع الآلة في صندوق سيارة شيفروليه كورفيت من طراز سنة 1967، ثم نقلها لاحقاً إلى صندوق سيارة جي إم سي وانيت طراز سنة 1987. ووضع لمتابعيه في المنتدى مخططاُ للآلة. ثم اختفى فجأة بأواخر مارس 2001.

## التأكيدات
حتى يثبت للناس صحة كلامه قام تيتور بكتابة بعض التنبؤات التي ستحدث في المستقبل لعل أبرزها نشوب حرب أهلية في الولايات المتحدة الإمريكية نتيجه للاضطرابات التي خلفتها انتخابات 2004و ثم 2008، كما أضاف ان هذه الحرب ستنتهي مع بداية حرب عالمية ثالثة يتم فيها استعمال الأسلحة النوويه مما يؤدي إلى وفاة 3 مليارات شخص، وادعى تيتور أنه جندي أمريكي مسافر عبر الزمن من أجل الحصول على حاسوب آي بي إم 5100 تم صنعه سنه 1975 وهو أول حاسوب محمول وخلال هذه الرحلة قام بوقفة سنة 2000 اين قام بارسال رسائله المثيره للجدل.

## التنبؤات الخاطئة
تنبأ جون تيتور في عام 2001 أن هناك حرب أهلية في الولايات المتحدة ستبدأ عام 2004 ومن هنا تبين للناس أن مايقوله قريب للكذب وايضاً الحرب العالمية الثالثة في عام 2015 كانت كذبة ايضاً، ومن ناحية علمية ان لا يمكن صنع آلة الزمن في عام 2036 لان اختراع مثل هذا شبه مستحيل أن يكتمل خلال 20 سنة وقال المتخصصين أن صنع اختراع كهذا لا يمكن انجازه بسهولة لأنه سيتواصل مع الزمن والزمن يحتاج لقرون للتواصل معه، وكان جون تيتور يتحدث عن علوم الثقب الأسود وثم رد عليه المتخصصون مما جعل أقواله باطلة.